# 피터 크라우스
피터 크라우저(Peter Krause, 영어 발음: /ˈkraʊzə/, 1965년 8월 12일 ~ )는 미국의 배우, 감독, 제작자이다. HBO 드라마 《식스 핏 언더》(2001-05)를 통해 골든 글로브상, 프라임타임 에미상, 미국 배우 조합상, 새틀라이트상 등의 드라마 부문 남우주연상 후보에 수차례 지명되었다.

## 출연 작품

### 텔레비전
- 베벌리힐스 아이들 (1992)
- 사인펠드 (1992)
- 시빌 (1995)
- 솔로몬 가족은 외계인 (1997)
- 파티 오브 파이브 (1998)
- 스포츠 나이트 (1998-2000)
- 식스 핏 언더 (2001-05)
- 로스트 룸 (2006)
- 더티 섹시 머니 (2007-09) - 제작 겸임
- 페어런트후드 (2010-15) - 연출 겸임
- 더 캐치 (2016-17)
- 9-1-1 (2018-현재) - 총괄제작 겸임

### 영화
- 저주의 피 (1987)
- 퍼펙트 킬러 (1992, Double Edge)
- 트루먼 쇼 (1998)
- 우린 어디에도 살지 않는다 (2004)
- Civic Duty (2006) - 제작 겸임
- 비스틀리 (2011)
- Night Owls (2015)
- 세인트 주디 (2018, Saint Judy)